# Тарлашка
Тарла́шка (рос. Тарлашка) — селище у складі Таштагольського району Кемеровської області, Росія.

## Населення
Населення — 10 осіб (2010; 31 у 2002).
Національний склад (станом на 2002 рік):
- шорці — 90 %